# Hans Jakob von Salis
Hans Jakob von Salis (* 1615 in Celerina; † 15. September 1659 gefallen vor Stettin) war kaiserlicher Generalfeldwachtmeister.

## Leben
Seine Eltern waren der Kommissar Johann von Salis († 1629) und Susanna von Salis († 1616).
Jakob schloss sich während des Dreißigjährigen Krieges dem Regiment des Hans Wolfgang von Salis († 1640) an. Er stieg im Regiment 1630 zum Hauptmann und Kompaniechef auf. 1634 wurde er Major und 1636 bereits Oberstleutnant sowie 1639 Regimentskommandeur. Er nahm an den Kämpfen in Pommern teil. Nach May wurde das Regiment am 15. Oktober 1637 in einem Gefecht bei Chemnitz aufgerieben. Salis und sein Onkel Wolfgang gerieten in schwedische Gefangenschaft und wurden erst 1640 ausgelöst.
Nach dem Tod des Inhabers wurde das Regiment Salis aber aufgelöst. Jakob von Salis ging in bayrische Dienste und wurde von Kurfürst Max von Bayern beauftragt ein Regiment mit Arkebusen zu errichten. Am 17. Januar 1642 konnte er sich bei Kempen und am 3. August 1645 bei Nördlingen auszeichnen. Am 14. März 1647 unterschrieb Bayern den Waffenstillstand von Ulm. Anschließend wurde Salis von bayrischen Kurfürsten zunächst nach Tirol und dann an den Wiener Hof geholt. 1654 holte ihn Kaiser Ferdinand III. als Oberst und Inhaber eines Kavallerie-Regiments in seine Dienste. Am 6. Februar 1657 erhält er den Titel eines Generalfeldwachtmeisters. Er führte kaiserliche Truppen im Nordischen Krieg bei der Belagerung von Stettin. Am 15. September 1659 besichtigt er mit den preußischen Generalen Dohna und Sparr einen Vorposten, als er von einer Kanonenkugel getroffen wurde.